# Trichesthes ilhuicaminai
Trichesthes ilhuicaminai är en skalbaggsart som beskrevs av Moron 1998. Trichesthes ilhuicaminai ingår i släktet Trichesthes och familjen Melolonthidae. Inga underarter finns listade i Catalogue of Life.